# Movimento das Forças Democráticas de Casamansa
O Movimento das Forças Democráticas de Casamansa (MFDC), criado em 1947, é um movimento de independência da região de Casamansa, ao sul do Senegal..